# Мария Палеологина (Сърбия)
Вижте пояснителната страница за други личности с името Мария Палеологина.
Мария Палеологина († 7 април 1355 г.) е византийска принцеса, племенница на Андроник II Палеолог, и сръбска кралица – втора съпруга на крал Стефан Дечански.

## Произход
Мария е дъщеря на Йоан Комнин Палеолог, който е син на Константин Дука Палеолог Порфирогенит – по-малък брат на император Андроник II Палеолог. Майката на Мария е Ирина Метохитиса – дъщеря на великия логотет Теодор Метохит.

## Кралица на Сърбия
Около 1305 – 1306 г. бащата на Мария е назначен за управител на Солун. Не след дълго Йоан Палеолог вдига бунт срещу чичо си, опитвайки се да се отцепи като самостоятелен владетел в Солун и Македония. Йоан Палеолог търси подкрепа за амбициите си от сръбския крал Стефан Дечански. За целта Йоан урежда брак между овдовелия сръбски крал и дъщеря си Мария. Така Мария влиза в династичен брак със Стефан Дечански в края на управлението му и заема мястото на покойната му съпруга Теодора Смилец като нова кралица.
В своите „Жития на сръбските крале и архиепископи“ сръбският архиепископ Данило II разказва, че младата Мария Палеологина се стараела да осигури кралската корона за сина си Симеон Синиша за сметка на заварения си син Стефан Душан. Данило II споменава, че под натиска на Мария крал Стефан Дечански решил да лиши младия крал Стефан Душан от короната, което станало причина за разигралата се семейна драма в кралския двор, завършила с детронирането, осъждането и смъртта на Стефан Дечански. В крайна сметка старият крал намира вечен покой в Дечани, планината Проклетия, а престола заема Стефан Душан, който според сръбската историография има пръст в смъртта на баща си.
След смъртта на съпруга си Мария Палеологина се замонашва под името Марта и умира на 7 април 1355 г.

## Деца
Мария Палеологина и Стефан Дечански имат децата:
- Симеон Синиша
- Теодора-Евдокия
- Елена